# Ferdinand Blum
Ferdinand Blum (* 3. Oktober 1865 in Frankfurt am Main; † 15. November 1959 in Zürich) war ein deutscher Physiologe.

## Leben
Der Sohn des Pädagogen und Naturwissenschaftlers Isaak Blum wurde 1889 in Freiburg im Breisgau mit einer Dissertation zum Thema Experimentaluntersuchungen über die Salzsäurebindung bei künstlicher Verdauung promoviert. 1892 ließ er sich in Frankfurt als Facharzt für innere Medizin nieder und gründete 1893 ein eigenes wissenschaftliches Labor. Bereits 1894 entdeckte er die Bedeutung des Formalins als Konservierungs- und Härtungsmittel und bereitete den Boden dafür, dass Formaldehyd zum führenden Konservierungsmittel in der Medizin und der Biologie werden konnte. Die Verwendung des Formaldehyds in der Biologie wurde dabei stark befördert durch Publikationen seines Vaters.

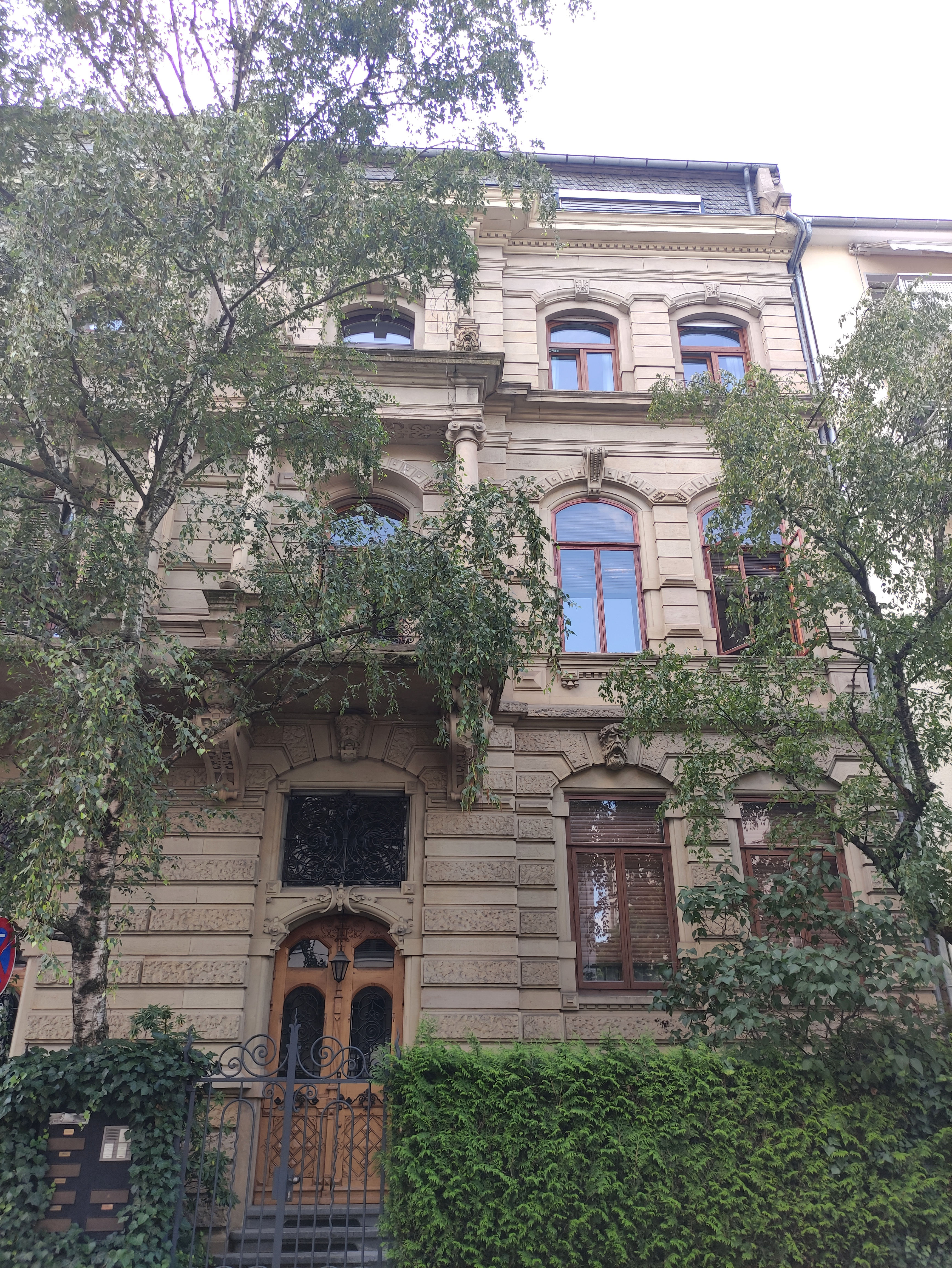
Ehemaliges Wohnhaus der Familie Blum in der Arndstraße 51 im Frankfurter Westend

Ebenfalls im Jahr 1893 heirate Ferdinand Blum die Katholikin Emma Louise Amann (1871–1958). Das Paar hatte zwei Töchter: Pauline (* 1894, verheiratete Jack) und Gertrude (* 1896, verheiratete Roesler-Erhardt). 1897 trat Ferdinand Blum zum Protestantismus über. Die Familie wohnte in der Arndtstraße 51 im Frankfurter Westend. Die Adresse und die beiden Blum-Schwestern spielten eine wichtige Rolle bei den Fluchtvorbereitungen für bedrohte Menschen während der Nazi-Zeit.

„Im Haus von Professor Ferdinand Blum in der Arndtstrasse 51 organisierten Blums Töchter Pauline Jack und Gertrud Roesler-Ehrhardt die Treffen zwischen Hilfesuchenden und den Cook-Schwestern. Diese Begegnungen in Blums Privathaus blieben unbekannt, obwohl es viele Hinweise auf die sehr engagierte und den NS-Gesetzen widerständige Tochter Roesler-Ehrhardt gab. Denn auch nach Ferdinand Blums Emigration 1939 konnte sie die Arndtstrasse 51 als Familienbesitz halten. In dem Dokumentarfilm „Unter Denkmalschutz“ berichtete Roesler-Ehrhardt ausführlich über das „Blum’sche Kommune-Leben“. Ihre Schwester Pauline Jack war selber Opernsängerin, bis sie als Halbjüdin von den Nazis mit einem Auftrittsverbot belegt wurde. Sie hatte Kontakte zu den Kreisen der Opernwelt und der klassischen Musik weit über Frankfurt hinaus. Die zwei musikbegeisterten Engländerinnen Ida und Louise Cook, die jeden Penny zusammenkratzten, um ihren Opernstars und den neuesten Inszenierungen auf dem Kontinent zu folgen, waren gern gesehene Wochenendgäste in der Arndtstrasse. Mit den Cook-Schwestern verwirklichten die Blum-Töchter die allerletzten Chancen für Verwandte und Freunde, einen Weg aus NS-Deutschland zu finden.“

Ferdinand Blum wurde 1907 der Titel Professor verliehen. Zwei Jahre später, im Dezember 1909, wurde auf seine Initiative in Frankfurt der Biologische Verein gegründet. Aus diesem Verein ging 1911 – ermöglicht durch eine Spende von Flora Koch, der Witwe des Juweliers Robert Koch – das Biologische Institut hervor. Ferdinand Blum wurde dessen Leitung auf Lebenszeit übertragen. Über Blums Arbeit, der vor allem über Physiologie und Endokrinologie der Nebennieren, der Bauchspeicheldrüse und der Schilddrüse forschte und die blutzuckersteigernde Wirkung des Adrenalins entdeckte, heißt es auf der städtischen Webseite:

„Die Kombination von praktischer Tätigkeit und moderner endokrinologischer Forschung machte Ferdinand Blum zu einem berühmten Frankfurter Arzt. Seine Patientendatei soll über 14.000 Namen enthalten haben, darunter bekannte Frankfurter Namen, wie die Rothschilds.“

Das Biologische Institut wurde 1950 in Ferdinand Blum Institut umbenannt und ist inzwischen im Forschungsinstitut Georg-Speyer-Haus aufgegangen. Der noch immer existierende Biologische Verein hat seit 1992 seinen Sitz am Paul-Ehrlich-Institut.
Ferdinand Blum erhielt 1938 Berufsverbot durch die Nationalsozialisten und war 1939 zum Rücktritt von der Leitung des Biologischen Instituts gezwungen. Im gleichen Jahr emigrierte er in die Schweiz und arbeitete dort als Berater einer pharmazeutischen Firma.
Blum kehrte nach dem Ende des Zweiten Weltkriegs nach Frankfurt zurück. 1947 ernannte ihn das Georg-Speyer-Forschungsinstitut zum Ehrenmitglied, 1955 wurden ihm das Große Bundesverdienstkreuzes und die Goetheplakette der Stadt Frankfurt am Main verliehen. Am 23. Juni 2014 wurden vor dem Georg-Speyer-Haus in der Paul-Ehrlich-Str. 42 fünf Stolpersteine für verfolgte jüdische Wissenschaftler des Georg-Speyer-Hauses und des Paul-Ehrlich-Instituts verlegt, darunter auch für Ferdinand Blum. Die anderen vier waren:
- Wilhelm Caspari
- Erwin Stilling[9]
- Eduard Strauss
- Hugo Bauer[9]

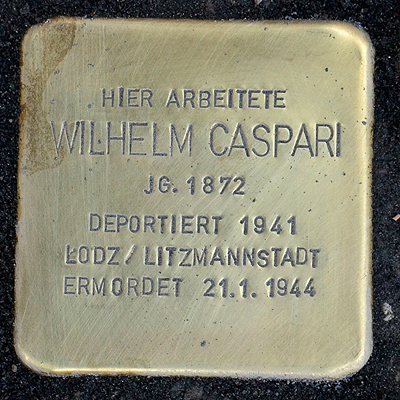
Stolperstein für Wilhelm Caspari
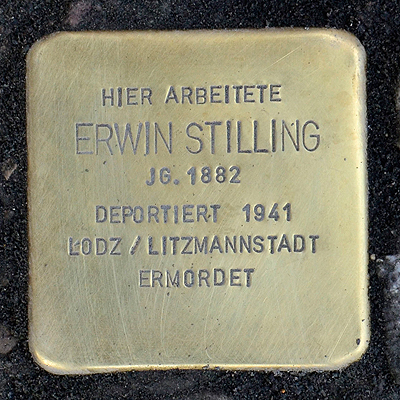
Stolperstein für Erwin Stilling
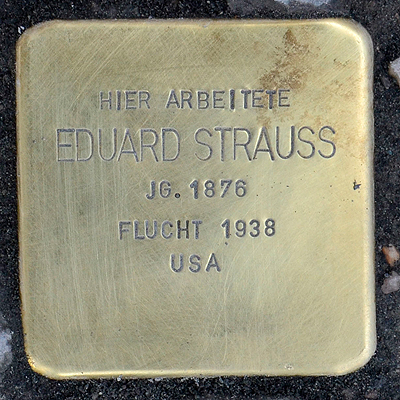
Stolperstein für Eduard Strauss
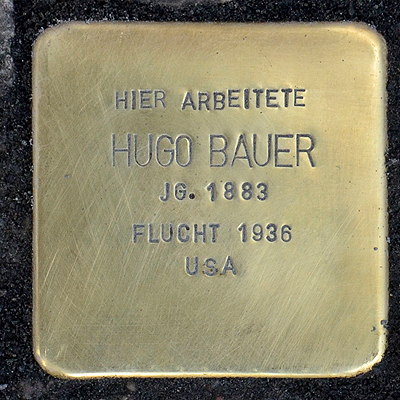
Stolperstein für Hugo Bauer
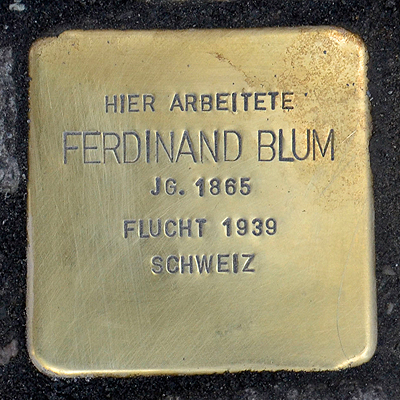
Stolperstein für Ferdinand Blum

## Schriften (Auswahl)
- Experimentaluntersuchungen über die Salzsäurebindung bei künstlicher Verdauung (Dissertation)
- Der Formaldehyd als Antisepticum. In: Münch. Med. Wochenschr. 8 Aug: 601, 1893.
- Notiz über die Anwendung des Formaldehyds (Formol) als Härtungs- und Conservierungsmittel. In: Anat. Anz. 9, 1894, S. 229–231.
- Der Formaldehyd als Härtungsmittel. In: Zschr. f. Mikro. und mikrosk. Tech. 10, 1893, S. 314–315.
- Untersuchungen über Bleivergiftungen und ihre Verhütung in industriellen Betrieben. C. Adelmann, Frankfurt am Main 1900, OCLC 252304013.
- Studien über die Epithelkörperchen. Ihr Sekret, ihre Bedeutung für den Organismus, die Möglichkeit ihres Ersatzes. Jena 1925, OCLC 17800266.
- Die Rolle der Kohlensäure im Innenleben des Organismus. Mit einem Kapitel über die oralen Antidiabetica. Mit 25 Tabellen. Stuttgart 1956, OCLC 30675524.